# Envigado
Envigado este un municipiu din departamentul Antioquia, Columbia.